# Allocasuarina tortiramula
Allocasuarina tortiramula är en tvåhjärtbladig växtart som beskrevs av E.M. Benn. Allocasuarina tortiramula ingår i släktet Allocasuarina och familjen Casuarinaceae. Inga underarter finns listade i Catalogue of Life.